# Гранд хотел (сериал, 2019)
Гранд хотел (на английски: Grand Hotel) е американски драматичен сериал, разработен от Браян Танен, базиран на испанския сериал Гранд хотел, създаден от Рамон Кампос и Хема Р. Нейра. Премиерата на сериала е на 17 юни 2019 г. по ABC.

## Резюме
Разположен на Ривиерата, „Гранд хотел“ е последният семеен хотел в Маями Бийч. Сюжетът следва собственика Сантяго Мендоса, очарователната му втора съпруга, Джиджи, техните пълнолетни деца, както и персонала на Ривиерата.

## Актьори и персонажи
Главни
- Демиан Бичир – Сантяго Мендоса, глава на семейство Мендоса и собственик на Гранд хотел Ривиера, който наследява от покойната си съпруга Беатрис. Той е баща на Хави и Алисия и пастрок на Каролина и Йоли.
- Розелин Санчес – Джиджи Мендоса, втората съпруга на Сантяго, била е най-добрата приятелка на Беатрис. Тя е майка на Каролина и Йоли и мащеха на Хави и Алисия.
- Денис Тонц – Алисия Мендоса, дъщеря на Сантяго, завършила магистратура по бизнес администрация. Пристига, за да помогне на баща си в управлението на хотела.
- Браян Крейг – Хави Мендоса, синът плейбой на Сантяго, който иска да поеме повече отговорности.
- Уенди Ракел Робинсън – Хелън „Г-жа Пи“ Паркър, шеф на персонала.
- Линкълн Юнес – Дани, нает сервитьор в Ривиерата, който разследва изчезването на сестра си, Скай, която е работила в хотела.
- Шалим Ортис – Матео, управителят на хотела и дясната ръка на Сантяго, който тайно работи за кредиторите на хотела.
- Ан Уинтърс – Ингрид, бременната икономка в Ривиерата.
- Крис Уорън – Джейсън Паркър, синът на Г-жа Пи, който също работи в Ривиерата като сервитьор.
- Фелис Рамирес – Каролина, обсебващата дъщеря на Джиджи и разнояйчната близначка на Йоли.
- Хустина Адорно – Йоли, любопитната дъщеря на Джиджи и разнояйчната близначка на Каролина.

Поддържащи
- Ариел Кебел – Скай Гарибалди, шеф-готвач в Гранд хотел, която мистериозно изчезва по време на урагана; подразбира се, че тя знае нещо неприятно за миналото на Сантяго. Скай ее и приятелка на Йоли преди изчезване си.
- Жанкарлос Канела – Ел Рей (Кралят), самопровъзгласилият се „крал на Маями“ и известен рапър, нает от Алисия, за да се върне атрактивността на хотела.
- Джон Маршал Джонс – Малкълм Паркър, съпругът на Г-жа Пи и баща на Джейсън, който е ръководител на поддръжката и съоръженията на Ривиерата, диагностициран е с рак на белия дроб.
- Мат Шайвли – Нелсън, портиер в хотела, който се опитва да изнудва Матео заради изчезването на Скай, блъснат е от камион. Тогава Матео го убива в болницата, за да прикрие тайната.
- Сабрина Тексидор – Мариса, масажистка в Ривиерата, която има тайна романтична връзка с Йоли.
- Елизабет Маклафлин – Хедър Дейвис, дългогодишната приятелка на Дани.
- Стефани Шерк - Д-р Соня Грант, лекарят в Ривиерата.
- Ейдриън Паздар – Феликс, бившият съпруг на Джиджи и баща на Каролина и Йоли, който се крие, тъй като е измамил безброй инвеститори, включително и Сантяго.
- Кристина Видал - Детектив Аяла, детективът, разследващ изчезването на Скай; появява се, за да помогне на Дани.

Гости
- Кен Кърби – Байрън, бившият годеник на Каролина и син на китайското семейство, което планира да купи хотела. Продажбата и сватбата пропадат, след като Байрън разбира, че Каролина му изневерява с Ел Рей. (еп. 1, еп. 11, еп. 12)
- Ева Лонгория Бастон – Беатрис Мендоса, покойната съпруга на Сантяго и майка на Алисия и Хави, чието семейство от поколения притежава Гранд хотел Ривиера. (еп. 3, еп. 11, еп. 12)
- Ричард Бърджи – Майкъл Фин, арогантният собственик на Фин Хотел Груп и основният конкурент на Сантяго. (еп. 6, еп. 7)
- Фреди Строма – Оливър, бивш съученик на Алисия, който работи за Фин като заместник-управител на хотела (еп. 6, еп. 7)
- Кейти Сегал – Териса Уилямс, ръководител на престъпния синдикат, на която Сантяго дължи пари. (еп. 9, еп. 10, еп. 11)
- Кейси Скербо - Ванеса, професионална мажоретка, с която Джейсън е обвъзван. (еп. 10, еп. 11, еп. 13)
- Джесалин Гилсиг - Роксан, майката на Игрид, с която Хави започва връзка. (еп. 13)

## Епизоди
| № | №  | Заглавие                                                              | Режисура            | Сценарий         | Първо излъчване  | Първо излъчване в България | Рейтинг (в милиони) |
| --- | -- | --------------------------------------------------------------------- | ------------------- | ---------------- | ---------------- | -------------------------- | ------------------- |
| 1 | 1  | Пилотен епизод ("Pilot")                                              | Кен Олин            | Браян Танен      | 17 юни 2019      | 19 август 2019             | 3.69                |
| По време на ураган, шеф-готвачът на Гранд Хотел Ривиера Скай е изчезва, след като има спор с Джиджи. Месец по-късно Джиджи и съпругът ѝ Сантяго разкриват, че продават хотела на китайски инвеститори, разстройвайки децата на Сантяго, Алисия и Хави. Новият сервитьор Дани започва обучението си под ръководството на Джейсън, сина на шефката Хелън Паркър. По-късно същата вечер, Дани разговаря с Алисия и тя получава идеята да накара знаменития рапър Ел Рей да се премести в хотела, за да привлече нови клиенти. Алисия го хваща да изневерява с нейната сгодена доведена сестра Каролина. Джиджи се опитва да купи мълчанието на Алисия, което кара Алисия да разкрие аферата на Каролина пред годеника ѝ. Той и Ел Рей се сбиват, но Дани потушава скандала, а Йоли е наранена, тъй като Ел Рей всъщност повече харесва нея, отколкото Каролина. Мениджърът на хотела Матео научава, че е забременил Ингрид, която е камериерка, и настоява да абортира. Ингрид лъже Хави, че детето е негово, тъй като той забравя много от жените, с които е спал. Дани признава, че е измислил биографията си, но Хелън го оставя на работа, след като е впечатлил Сантяго. Ел Рей се съгласява с плана на Алисия, докато Дани, който, без никой да подозира, е брат на Скай, тайно разследва нейното изчезване. Сантяго се среща с Матео, който му припомня, че дължи пари на истинския работодател на Матео. |    |                                                                       |                     |                  |                  |                            |                     |
| 2 | 2  | Димно шоу ("Smokeshow")                                               | Рон Ъндърууд        | Браян Танен      | 24 юни 2019      | 26 август 2019             | 3.16                |
| Дани се опитва да разбие шкафчето на Скай, за да вземе нещата ѝ, но Хелън го изпреварва. Алисия предлага своя план на Сантяго, който първоначално иска да изгони Ел Рей. Матео иска 500 000 долара за заема, така че Сантяго одобрява идеята на Алисия. Хелън уволнява Ингрид, след като я хваща да спи на работа, така че Ингрид моли Хави за помощ. Джиджи обяснява на Каролина, че кара сестра ѝ да се чувства невидима, затова иска Каролина да помоли Ел Рей да се срещне с Йоли. Многобройна публика има вечерта на представлението на Ел Рей, и това е добра възможност за Дани, за да открадне служебната карта на Алисия. По време на шоуто Дани получава намира вещите на Скай, като намира ключ и клип за смъртта на Беатрис Мендоса. Ел Рей случайно прави пожар. Инцидентът обезсърчава Алисия. Ел Рей предизвика увеличение на резервациите. Уловен да хлътва, Дани обяснява на Джейсън за Скай, молейки за помощ. Дани „намира“ картата на Алисия и я връща. Йоли се опитва да прости на Каролина, която е прекалено фокусирана върху Дани на семейната вечеря. Сантяго прави Джиджи вицепрезидент за връзки с обществеността и плаща на Матео, който по-късно установява, че баджът на Скай се появява в неговия офис. |    |                                                                       |                     |                  |                  |                            |                     |
| 3 | 3  | Крива топка ("Curveball")                                             | Ева Лонгория Бастон | Боб Дейли        | 1 юли 2019       | 2 септември 2019           | 2.96                |
| Откривайки, че Ингрид шофира колата на Скай, Дани научава, че двете са били съквартирантки. Хави се опитва да осигури обещаващ нов клиент на хотела. Докато Хави играе бейзбол, Сантяго си спомня, че той е виновен за инцидента със сина си. Ядосана от излишните разходи на Алисия, за да задоволи всяка прищявка на Ел Рей, Джиджи настоява тя да одобрява всички нови разходи. Матео получава писмо, в което се искат 200 000 долара, и забелязва мистериозен мъж пред кабинета си. Джиджи отнема удобствата на Ел Рей. Джейсън и Дани намират кредитната карта на Скай в чантата на Ингрид и тя признава, че пази всички неща на Скай от сантименталност. Матео се изправя срещу „изнудвача“, който всъщност е гей, който иска да го съблазни. Сантяго чува, че бейзболистите, новите потенциални клиенти на хотела, се подиграват на Хави и ги изгонва. Дани неохотно отвежда пияната Каролина обратно в хотела, а Алисия смята, че са спали заедно. Ел Рей заплашва да напусне, така че Джиджи и Алисия довеждат майка му в хотела, за да го засрамят за държанието му. Хави казва на Сантяго, че ще става баща. Хелън напомня на Джиджи, че Алисия никога не трябва да знае истината за майка си. |    |                                                                       |                     |                  |                  |                            |                     |
| 4 | 4  | Големият болничен ("The Big Sickout")                                 | Бил Д'Елия          | Къртис Кийл      | 8 юли 2019       | 9 септември 2019           | 2.77                |
| Хави започва работа в отдела по поддръжка в хотела, за да може да помага на Ингрид. Сантяго отказва да даде годишния бонус на персонала на хотела, за да плати на изнудвача на Матео. Служителите решават да бойкотират това решение, като излизат в болничен, а хотелът потъва в хаос. Алисия, Йоли, Матео и Каролина са назначени като обслужващ персонал, а останалите служители, които са на работа, получават двойни смени. Алисия се държи хладно с Дани, тъй като си мисли, че двамата са преспали заедно, но подслушва техен разговор, в който той я отблъсва. Алисия и Дани се целуват, след като тя му казва причината за своето държание. Джиджи забавлява стария си приятел Виктор Калоуей, редактор на списание, надявайки се, че ще постави Ривиерата на корицата на списанието. Виктор ѝ казва, че бившият ѝ съпруг, Феликс, иска да се свърже с нея след десет години отсъствие. Йоли се вижда с Мариса, масажистка, която ѝ прави комплимент, двете си уговарят среща. Джиджи казва на Виктор, че не иска да вижда Феликс. Когато Малкълм припада, Хелън и Джейсън също се присъединяват към служителите, излезли в болничен. За да върне Хелън, Сантяго ѝ признава защо е отказал бонусите на служителите и двамата сключват примирие със стачкуващите. Зад гърба на Джиджи, Виктор отива при Каролина. Дани намира в кошчето на Матео скъсано писмото, с което го изнудват, а по-късно му звъни неговата приятелка, която го чака у дома. |    |                                                                       |                     |                  |                  |                            |                     |
| 5 | 5  | Имаш изнудване ("You've Got Blackmail")                               | Марисол Адлър       | Дейва Авена      | 15 юли 2019      | 16 септември 2019          | 2.90                |
| Сантяго и Джиджи научават, че жената, която Хави е забременил, е Ингрид. Мариса се страхува да не изгуби работата си, когато някой от хотела съобщава, че има афера в СПА центъра. Алисия получава прякоря секс-палисия (игра на думи - полиция/пАлисия) и продължава вътрешното разследване срещу Мариса, въпреки молбите на Йоли, впоследствие обаче отстъпва, когато Йоли ѝ казва, че има връзка с Мариса. Матео кара Дани да достави парите за изнудването, като в сака има проследяващо устройство. Двамата мъже независимо един от друг научават, че изнудвачът е Нелсън, който е блъснат от камион, докато се опитва да избяга от Матео. Сантяго кани Ингрид на вечеря, но тя и Хави избухват, когато Сантяго настоява тя да направи тест за бащинство. След като си тръгват от вечерята, Ингрид и Хави правят секс в стаята му. Впоследствие Сантяго се отказва и решава да настани Ингрид в стая на хотела и да поеме разходите ѝ. Дани казва на Алисия, че животът му е твърде сложен, за да има връзка с нея. Каролина казва на Джиджи, че е мисли, че Ингрид и Матео са имали общо минало. Йоли изпраща от стаята си Мариса, след което отваря кутия, от която изважда снимки. На снимките са тя и Скай. Двете жени са се срещали преди изчезването на Скай. За да е сигурен, че Нелсън ще замълчи, в болницата е посетен от Матео. |    |                                                                       |                     |                  |                  |                            |                     |
| 6 | 6  | Обичай ближния ("Love Thy Neighbor")                                  | Арлин Сенфорд       | Джефри Нотс      | 22 юли 2019      | 23 септември 2019          | 2.73                |
| Шумните ремонти в съседния хотел Фин застрашават плановете на Сантяго и Алисия за годишната благотворителна гала вечер на Ривиерата. Мариса намира снимките и писмата на Йоли до Скай в спалнята ѝ. Хелън решава да започне работа при Фин, който ѝ предлага по-високо заплащане и застрахователно покритие. Сантяго разговаря със строителните работници на Фин и научава, че липсват разрешителни. Алисия и Оливър, неин приятел от Корнел и заместник-управителят на Фин, си уговарят среща на гала вечерта. Джиджи тайно прави тестове за бащинство и научава, че Матео е бащата на бебето на Ингрид. Ингрид е принудена да признае на Хави, като по този начин разбива сърцето му. Джейсън и Дани принуждават Йоли да им разкаже за връзката ѝ със Скай. Тя признава за отношенията си със Скай, но се кълне, че не знае нищо за изчезването ѝ. Сантяго спира строителните работи на Фин и разговаря с Хелън, която ще отиде да работи при конкурента, за да защити семейство Мендоса. Дани се разделя с приятелката си. Той иска да намери Алисия, за да ѝ признае чувствата си, но когато я открива, я вижда да се целува с Оливър. Йоли танцува с Мариса същата вечер, като по този начин разкрива сексуалността си пред майка си и сестра си. |    |                                                                       |                     |                  |                  |                            |                     |
| 7 | 7  | Където слънцето не огрява ("Where the Sun Don't Shine")               | Дейвид Гросман      | Сара Саеди       | 29 юли 2019      | 30 септември 2019          | 2.95                |
| Хелън се опитва да саботира хотел Фин, като наема лоши доставчици и персонал, но се отказва, когато Макъл Фин, собственикът на хотела, ѝ прави предложение от сексуален характер. Фин примамва студентите, които са за пролетната ваканция в Ривиерата, с безплатен алкохол, но Сантяго отмъщава, като издига билборд на Ел Рей, който закрива слънцето към басейна на конкурентния хотел. Джиджи иска извинение от Йоли за студената си реакция, когато тя се разкрива, но опитът ѝ да изглади нещата между нея и дъщеря си, организирайки разкриващо парти, само влошава ситуацията. Каролина казва на Йоли, че знае как да се свърже с баща им. Семейството се тревожи за Хави, който дави мъката си в алкохол и жени. Дани подслушва Оливър, който заговаря срещу Ривиерата, и предупреждава Алисия, която моли да бъде оставена. Тя осъзава твърде късно, че Майкъл е откраднал Ел Рей от Ривиерата и се разделя с Оливър заради неговата двуличност. Ядосаният Сантяго приема предложението на Матео, който да накара хората си „да се погрижат“ за проблемите му с Фин. Ел Рей прави парти на балкона на Фин, който се срутва, а под него са Ингрид и Хави. |    |                                                                       |                     |                  |                  |                            |                     |
| 8 | 8  | Дългото нощно пътешествие през деня ("Long Night's Journey Into Day") | Елън С. Пресман     | Ники Рена        | 5 август 2019    | 7 октомври 2019            | 2.53                |
| Ингрид и Хави оцеляват, но тестовете в болницата разкриват пред семейството, че Хави злоупотребява с болкоуспокояващи. След като открива, че Скай е продавала хапчета за допълнителни пари, Дани научава от служител на хотела, че основният ѝ клиент, Хави, може да има нещо общо с нейното изчезване. Ингрид губи бебето си заради преживения стрес, а това я сближава с Матео. Хави се съпротивлява на оздравителната терапия, а Сантяго признава вината си за произшествието, в което Хави губи крака си. Ингрид признава на шокирания Джейсън, че умишлено е подвела Хави за бременността си. Тя също така казва на Джейсън, че е била с пияния Хави през цялата нощ на урагана, като всяко подозрение към него относно изчезването на Скай отпада. Джиджи научава цялата истина за финансовите проблеми на Сантяго от Хелън, която случайно е изяла бисквита с марихуана. Йоли и Каролина намират Феликс, който ги подмамва да вярват, че е беглец от ФБР. Те се съгласяват да го скрият в хотела. Дани разкрива чувствата си пред Алисия, целуват се и спят заедно. |    |                                                                       |                     |                  |                  |                            |                     |
| 9 | 9  | Младоженски услуги ("Groom Service")                                  | Елоди Кин           | Деста Тедрос Реф | 12 август 2019   | 14 октомври 2019           | 2.38                |
| Алисия е готова да разкрие пред семейството си връзката си с Дани, но той иска да държи връзката им в тайна, за да попречи на някого да разкрие истинската му самоличност. Джейсън е недоволен, когато Хелън кани Ингрид да остане в дома им, но накрая омеква към нея. Сантяго търси Териса, тайнствения шеф на Матео, която е дала пари на Сантяго. Тя отхвърля молбата му да се измъкне от сътрудничеството им и е ядосана както от посещението му, така и от съчувствието, което Матео изпитва към него. Полицейските детективи, които са се занимавали със случая на Скай, са в Ривиерата, за да разследват инцидента във Фин, а Дани се опитва да ги избегне. Единият от детективите е подкупен от Матео, да са прекрати разследването на Скай, а другият разпознава Дани и се съгласява да работи с него, за да разбере какво се е случило със Скай. Йоли и Каролина правят засада на Джиджи, като ѝ представят Феликс, който казва на бившата си съпруга, че човекът, който го докладвал на ФБР, е Сантяго. Томас, бодигардът на Териса, бие Матео и го бута по стълбите. Дани и Алисия разкриват връзката си пред семейството, като в същия момент бившата му приятелка влиза в хотела. |    |                                                                       |                     |                  |                  |                            |                     |
| 10 | 10 | Суита „малки лъжи“ ("Suite Little Lies")                              | Джон Терлески       | Дани Фернандес   | 19 август 2019   | 21 октомври 2019           | 2.39                |
| Дани е зашеметен, когато вижда Хедър в хотела, която иска да го спечели обратно. Алисия се сприятелява с Хедър, без да знае всъщност коя е, и се разстройва, когато открива, че Дани я е лъгал, скривайки връзката си с нея. Сантяго открива Феликс в хотелската стая и е ядосан на Джиджи. Териса предлага на Сантяго опрощаване на дълга, ако ѝ предаде Феликс. Сантяго предупреждава Феликс за избяга от града. Феликс провокира Сантяго да му разкаже дали е убил първата си съпруга Беатрис. След като Сантяго го удря, Феликс се възползва от ситуацията, за да докаже на Джиджи колко нестабилен е съпругът ѝ. След различни измислици, Хави убеждава Джейсън за се срещне с мажоретка, която е част от моминско парти. Ингрид и Хави решават да спазват дистанция, докато Матео, за да я опази, също настоява да стои далеч от него. Дани показва снимка на Териса на детектив Аяла, която я разпознава и му казва, че Териса е ръководител на престъпна организация. Джиджи помага на Феликс да избяга от хотела. Териса казва на Сантяго, че иска да остане в хотела и да има собствен кабинет. Мариса признава на Йоли, че е нелегална имигрантка. Дани събира кураж, за да каже на Алисия, че е брат на Скай и защо всъщност е дошъл в хотела. Шокирана, Алисия го уволнява. |    |                                                                       |                     |                  |                  |                            |                     |
| 11 | 11 | Изкуство на мрака ("Art of Darkness")                                 | Никол Рубио         | Боб Дейли        | 26 август 2019   | 28 октомври 2019           | 2.48                |
| Тъй като Алисия не може да обясни защо иска Дани да бъде уволнен, Хелън го оставя на работа. Алисия не може да прости на Дани за лъжите, които ѝ е наговорил. Феликс завежда Джиджи в луксозна къща на Бахамските острови, като ѝ казва, че е скрил 50 милиона долара в сметка на найно име. Джиджи упоява Феликс, след което взема от телефона му кода, за да изтегли парите. Сантяго предлага на Байрън да му стане бизнес партньор, но той има едно условие - Каролина трябва да му се извини за изневярата преди провалената им сватба. Когато Каролина го прави, двамата спят заедно. В началото Ингрид ревнува заради връзката на Джейсън и Ванеса, но осъзнава, че за Джесън е по-добре да бъде без нея. Сантяго и Джиджи предлагат остатъка от парите, които дължат на Териса, но тя дава да се разбере, че не иска парите накуп, а на месечни вноски и че ще използва хотела за парти. Хави и Алисия откриват неизползваната стая, в която е била Беатрис. Сантяго и Джиджи разбират, че арт-търгът на Териса е параван, като всъщност продава жени на платежоспособни кандидати. Дани е сервитьорът на партито, на себе си носи подслушвател на полицията, по-късно полицаите нахлуват на купона, а Матео измъква Териса, като по-късно я убива. Йоли казва на Джиджи, че със Скай са имали връзка и са се срещали в тайната стая, това кара Джиджи да търси нещо в същата стая, нещо, което Скай е открила и скрила. |    |                                                                       |                     |                  |                  |                            |                     |
| 12 | 12 | Скъпи Сантяго ("Dear Santiago")                                       | Барбара Браун       | Къртис Кийл      | 2 септември 2019 | 4 ноември 2019             | 2.24                |
| Каролина изненадва всички, като обявява, че тя и Байрън са сгодени отново. Когато Байрън ѝ казва, че семейството му го е оставило без пари, Каролина му казва, че не може да живее лош живот, тогава той разкрива, че я изпитвал и я оставя. Матео разкрива на Сантяго, че е убил Териса, но че все още представлява своите работодатели. Хелън открива, че ракът на Малкълм се е разпространил в мозъка му. Ингрид оказва подкрепа на Джейсън. Хелън предлага ваканция на Малкълм, но тогава той получава инсулт. Хави и Алисия настояват пред Сантяго и Джиджи да разберат истината за смъртта на майка си - Беатрис е страдала от биполярно разстройство и е била подмамена от Феликс да му даде всичките си пари, накрая тя се самоубива, като е представена версията, че е получила инфаркт, а Джиджи скрива предсмъртното ѝ писмо. Дани и Алисия откриват писмото, което Скай е скрила, като в него е описана истинската причина, заради която Беатрис е отнела живота си - открила е, че преди години Хелън и Сантяго са прекарали една нощ заедно и че Джейсън е негов син. Матео заплашва Сантяго с видеоклип от нощта на урагана, който Сантяго наблюдава - на записа се вижда Джиджи, изцапана в кръв, която плаче в гаража на хотела. |    |                                                                       |                     |                  |                  |                            |                     |
| 13 | 13 | Перфектна буря ("A Perfect Storm")                                    | Бил Д'Елия          | Браян Танен      | 9 септември 2019 | 11 ноември 2019            | 2.17                |
| Сантяго включва в завещанието си и дъщерите на Джиджи. Дани намира телефона на Скай, която, малко преди да изчезне, е направила запис на разговор между нея и Джиджи, като по този начин я уличава. Дани отива при Джиджи и заключва вратата, като ѝ показва писмото. Сантяго чува писъците на Джиджи и разбива вратата, нахвърляйки се върху Дани. Джиджи ги спира, като си признава, че не тя е убила Скай. Сантяго чете писмото и прави намеци за убиеца. Дани научава от Джиджи, че Малкълм е подслушал разговора за аферата между Хелън и Сантяго и случайно е убил Скай, като я удря, за да защити Джиджи в деня на урагана, защото Джиджи е заплашила Скай с пистолет, оказал се по-късно във втората. Дани отказва да разкрие истината от уважение към Джейсън. След погребението на Малкълм, Сантяго кани Джейсън на обяд, а малко по-късно спори с госпожа Пи относно разкриването на бащинството. Дани и Алисия отиват на плажа, за да може той да се примири със смъртта на Скай. Чувствата на Алисия към него се връщат, след като се целуват. Каролина казва на Йоли, че Феликс знае за завещанието на Сантяго и че пътува към тях. Индгрид разбира, че майка ѝ и Хави имат връзка. Сантяго уволнява Матео от хотела, като му казва, че има запис, на който се вижда, че помага на Териса да избяга, като по-късно я е убил. Тръгвайки си, Матео утешава Ингрид, двамата правят секс, като малко след това казва на Ингрид, че трябва да направи последна грешка. Сантяго се обажда на госпожа Пи, настоявайки, че Джейсън трябва да разбере кой е истинският му баща, Хелън се противопоставя. Той настоява да говорят очи в очи и решава да слезе в офиса ѝ. Долу обаче лампите на работят, а вратите са заключени. Тогава някой, който е в сенките, прострелва в гърдите Сантяго, който се свлича на земята. |    |                                                                       |                     |                  |                  |                            |                     |

## Продукция

### Развитие
На 21 ноември 2017 г. е обявено, че ABC разработва американска адаптация на испанския телевизионен сериал Гранд хотел. Пилотният сценарий е написан от Браян Танен, който също е един от изпълнителните продуценти. Продуцентските компании, участващи в премиерния епизод, включват ABC Studios и UnveliEVAble Entertainment. На 2 февруари 2018 г. е обявено, че ABC е дала поръчка на производството. На 23 февруари 2018 г. е съобщено, че Кен Олин ще режисира пилотния епизод.
На 11 май 2018 г. е съобщено, че Рамон Кампос и Тереса Фернандес-Валдес, които са продуценти на оргиналния сериал, ще се присъединят към екипа от изпълнителни продуценти. На 12 декември 2018 г. е обявено, че сериалът ще дебютира през летния сезон с премиерна дата 17 юни 2019 г. Той беше предвиден да излъчва седмично в понеделник по време на 22 часа.
На 1 октомври 2019 г. Гранд хотел е отменен след един сезон.

### Снимки
Снимките на пилотния епизод се извършват в продължение на три седмици през март 2018 г. в хотел Фонтенбльо в Маями Бийч, Флорида.

## В България
Премиерата на сериала в България е на 19 август 2019 г. по Fox life, а последният епизод е излъчен на 11 ноември 2019 г. Излъчването на сериала е всеки понеделник от 22 часа и повторение във вторник от 12:25 ч. Дублажът е на Андарта Студио. Екипът се състои от:
| Преводачи           | Илиана Иванова Теодора Георгиева                                             |
| Редактор            | Даниела Димитрова                                                            |
| Тонрежисьори        | Детелина Ралчевска Галина Наумова Надежда Иванов                             |
| Режисьор на дублажа | Кирил Бояджиев                                                               |
| Озвучаващи артисти  | Таня Михайлова Цветослава Симеонова Владимир Зомбори Сотир Мелев Емил Емилов |

- Това е единствения войсоувър на актьора Владимир Зомбори.

## Адаптации
Върху сериала Гранд хотел се основават следните адаптации:
- Италианският канал Rai 1 представя адаптацията Gran Hotel на 1 септември 2015 г.[35] Тази версия е излъчена в немскоезичните държави със заглавието Hotel Imperial. Версията се състои от 6 епизода, всеки от които с продължителност от 2 часа, а епизодите, излъчени в немскоезичните държави, са 12, като всеки е с продължителност от 1 час.[36]
- Мексиканската компания Телевиса продуцира адаптацията Хотелът на тайните, състояща се от 80 епизода, всеки с продължителност от 45 минути, и я представя на 25 януари 2016 г. по канал Las Estrellas. Главните роли се изпълняват от Ирене Асуела, Ерик Елиас и Диана Брачо.[37]
- През 2016 г. египетската компания CBC продуцира адаптацията Secret of the Nile.[38]